# Mukkajärvi (sjö i Enare, Lappland, Finland, lat 69,07, long 27,23)
Mukkajärvi eller Mutkajärvi är en sjö i Finland. Den ligger i kommunen Enare i landskapet Lappland, i den norra delen av landet, 1 000 km norr om huvudstaden Helsingfors. Mutkajärvi ligger 158,5 meter över havet. Arean är 37,1 hektar och strandlinjen är 4,15 kilometer lång. Sjön  ingår i Pasvik älvs huvudavrinningsområde. 